# Quốc kỳ Kuwait
Quốc kỳ Kuwait (tiếng Ả Rập: علم الكويت) được thông qua ngày 7 tháng 9 năm 1961, và chính thức treo ngày 24 tháng 11 năm 1961. Trước năm 1961, cờ của Kuwait có màu đỏ và trắng giống những quốc gia vùng vịnh khác với nền màu đỏ và khẩu hiệu được viết bằng màu trắng. Cho đến trước năm 1899, cờ chỉ bao gồm duy nhất một màu đỏ.
Từ năm 1899 đến năm 1915, nền đỏ bao quanh một ngôi sao và trăng lưỡi liềm màu trắng. Từ "كويت" (nghĩa là Kuwait) cũng được viết bằng màu trắng theo kiểu nhấn manh chữ K. Từ 1899 đến năm 1909, sao, trăng lưỡi liềm và tên quốc gia được thiết kế bằng nhau. Giữa năm 1909 và năm 1915, trăng lưỡi liềm và sao được làm to hơn tại trung tâm, tên nước bị giảm kích thước và chuyển xuống góc lá cờ. Giữa năm 1915 và năm 1956, trăng lưỡi liềm và ngôi sao đã được lấy ra và tên đã được mở rộng đưa trở về trung tâm của các lá cờ. Từ năm 1956 tới 1961, trăng, lưỡi liềm và sao vẫn bị bỏ đi, tên nước đã được viết trong một kiểu khác nhấn mạnh nhiều hơn vào chữ cái đầu K, bên trái của cờ mang một gợn sóng trắng, và hai lời tuyên thệ Shahadah được viết theo chiều dọc theo hướng từ trên xuống. Hiện tại lá cờ mang màu sắc Ả rập, nhưng mỗi màu cũng mang ý nghĩa quan trọng của riêng nó. Màu đen đại diện cho sự thất bại của kẻ thù, trong khi đỏ là màu máu trên các thanh kiếm Kuwait. Trắng, tượng trưng cho sự thuần khiết, và màu xanh lá cây là cho đất đai màu mỡ.
| Màu sắc | Biểu tượng |
| ------- | ---------- |
| Xanh    | đất đai    |
| Trắng   | chiến công |
| Đỏ      | thanh gươm |
| Đen     | trận chiến |
Ý nghĩa màu sắc là đến từ một bài thơ của Sayf ad-Din Al-Hali:
- Trắng là chiến công của chúng ta
- Đen là trận chiến của chúng ta
- Xanh là vùng đất của chúng ta
- Đỏ là thanh kiếm của chúng ta

Quy tắc của treo cờ:
- Theo chiều ngang:sọc xanh nên được để trên hàng đầu.
- Theo chiều dọc: sọc đen nên nằm phía bên trái của cờ.

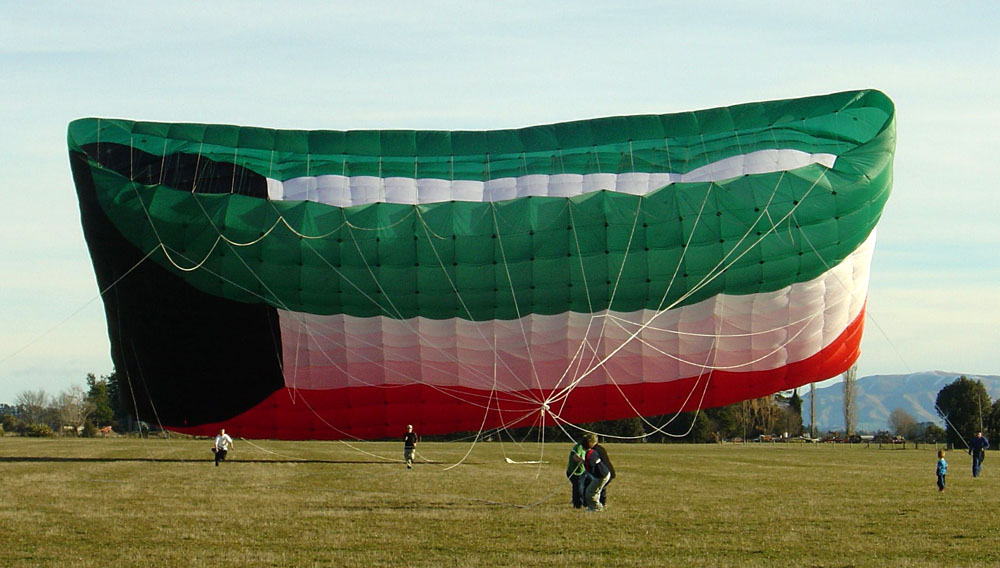
Diều hình cờ Kuwait của Peter Lynn

Năm 2005, Nó đã trở thành con diều lớn nhất thế giới với kích thước 1019 m². Con diều đã được thực hiện ở New Zealand bởi Peter Lynn, ra mắt công chúng lần đầu tiên năm 2004 ở Vương quốc Anh, chính thức được ra mắt ở Kuwait năm 2005, và chưa bị vượt qua kể từ đó.

## Lá cờ của Amir (vua của Kuwait)
Hiện tại Amir của Kuwait không có một lá cờ tiêu chuẩn của riêng mình. Có một khả năng do ông sử dụng quốc kỳ như là của riêng mình. Trong các bức ảnh ông xuất hiện với quốc kỳ có phần rìa màu vàng. Trước đây là cờ của các Amid là quốc kỳ với một vương miện vàng nằm trên sọc xanh.

Cờ tiêu chuẩn đầu tiên của Amir
Cờ tiêu chuẩn thứ hai
Bản vẽ chi tiết

## Danh sách cờ của Kuwait

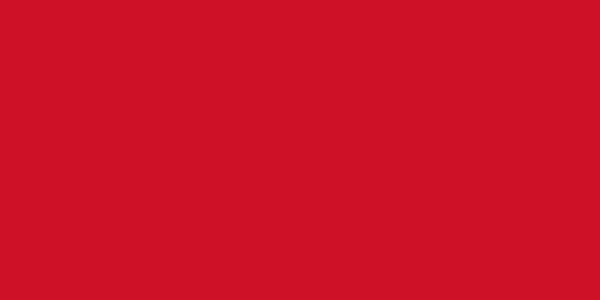
?-1899
1899-1909
Năm 1909-1915
1915-1956
1956-1961
1961–hiện tại